# Меренищев, Василий Владимирович
Василий Владимирович Меренищев (1921 — 2004) — советский хозяйственный, государственный и политический деятель.

## Биография
Родился в 1921 году в Людиново. Член КПСС.
Красноармеец, участник советско-финляндской и Великой Отечественной войн. С 1947 года — на хозяйственной, общественной и политической работе. В 1952—1991 гг. — помощник мастера, мастер, начальник разливочного пролёта электросталеплавильного цеха № 1, заместитель секретаря, секретарь парткома Челябинского металлургического завода, 1-й секретарь Металлургического райкома КПСС города Челябинска, заведующий промышленно-транспортным отделом Челябинского горкома КПСС, 1-й секретарь Металлургического райкома КПСС города Челябинска, заведующий отделом оборонной промышленности Челябинского обкома КПСС, член комиссии партийного контроля Челябинского обкома КПСС
Делегат XXIII съезда КПСС.
Умер в Челябинске в 2004 году.